# Brief Ecstasy
Brief Ecstasy is een romantische film uit 1937, geregisseerd door Edmond Greville, met een scenario en dialogen van Basil Mason. De film werd in de Londense Ealing Studios opgenomen en vrijgegeven voor een volwassen publiek. De Hongaarse acteur Paul Lukas speelde professor Bernhardy, wiens vrouw Helen een oude liefde, genaamd Jim, weer tegen het lijf loopt. Deze Jim werd door Hugh Williams vertolkt, die mocht meespelen dankzij een overeenkomst met Warner Brothers. In de Verenigde Staten werd de prent ingekort en uitgebracht onder de titel Dangerous Secrets. De reden waarom sommige scènes in de Amerikaanse versie weggeknipt werden, is niet bekend.

## Verhaal
Jim stapt in 1932 een snackbar binnen om een telefoontje te plegen. Zijn oog valt op Helen, wier kop koffie hij per ongeluk omstoot. Wanneer de barman hem een vod geeft, wrijft hij ermee over Helens been, tot haar grote verontwaardiging. Wanneer ze kwaad wegloopt, vergeet ze haar handtas met haar adres erop. ’s Avonds gaat hij haar opzoeken om haar handtas terug te bezorgen en zich te verontschuldigen. Hij nodigt haar uit op een diner.
Jim en Helen dansen, drinken champagne en blijven veel langer dan de bedoeling was. Ene Miss Gloria zingt een romantisch nummer getiteld ‘With you’. De volgende ochtend om zeven uur komt Helen met Jim terug naar haar appartement, wat door haar buurvrouw Marjorie gezien wordt. Bij het afscheid aan de deur vertelt hij haar dat hij die dag nog naar Brits-Indië moet vertrekken, omdat zijn vader ginds woont en zeer ziek is. Helen is terneergeslagen en mist het hoorcollege van professor Bernhardy, haar mentor die zeer op haar gesteld is. Wanneer Helen zich bij Bernhardy gaat verontschuldigen, vertelt hij haar dat hij in haar een veelbelovende wetenschapster ziet en dat ze na haar laatste examen zijn assistente mag worden.
Vanuit Indië schrijft Jim aan Helen een telegram met een huwelijksaanzoek. De brief wordt door de conciërge in het appartementsgebouw waar Helen woont, per ongeluk bij het huisvuil gegooid.
Het is inmiddels 1937, en professor Bernhardy geeft een lezing voor de Royal Society over zijn ontwikkeling van een corrosiebestendige legering. Hij bedankt uitgebreid zijn vrouw, Helen. ’s Avonds vraagt Bernhardy zijn vrouw of ze niet liever haar werk in het laboratorium zou opgeven en een gewone huisvrouw worden. Hij geeft haar een ring; dit is niet naar de zin van zijn huishoudster Martha, die reeds twintig jaar voor hem werkt en heimelijk verliefd op hem is. Martha behandelt Helen zeer afstandelijk.
Helen verveelt zich stierlijk als huisvrouw en wordt door Martha tegengewerkt, die de tuinman haar met lastige vragen laat bestoken. Eensklaps staat Jim voor de deur; hij blijkt de zoon van een oude kennis van Bernhardy te zijn, en zijn werk in Indië zit erop. Hij is stante pede terug naar Engeland gevlogen. Jim mag zo lang als hij wil bij Bernhardy in een gastenkamer verblijven. Wanneer Helen haar man vertelt dat ze ook graag eens in een vliegtuig zou zitten, wordt hij zeer bezorgd en doet haar beloven dat ze nooit zal vliegen.
Tijdens het diner wordt Bernhardy weggeroepen; hij moet onmiddellijk naar Schotland, alwaar een staalbedrijf zijn nieuwe uitvinding wil kopen. Jim stoot per ongeluk Helens wijnglas omver, en plotseling herinnert hij zich wie Helen was. ’s Avonds zijn Jim en Helen alleen thuis. Jim vraagt haar waarom ze nooit op zijn telegram geantwoord heeft, maar ze heeft er nooit een ontvangen. De radio speelt het succesnummer ‘Will you’ uit 1932, en ze dansen er wederom op.
’s Anderendaags wil Jim Helen in zijn vliegtuigje meenemen. Ze vertelt hem dat ze aan Paul beloofd heeft, nooit te zullen vliegen, maar na wat op haar ingepraat te hebben, kan Jim Helen meenemen. Tijdens de vlucht geraakt het vliegtuig zonder brandstof, en ze storten neer in een dichte mist. Het vliegtuig kan niet gerepareerd worden en Jim en Helen moeten in een herberg overnachten. Ze zijn door de telefoonlijnen heen gevlogen, zodat ze niet naar het huis van Bernhardy kunnen telefoneren.
Martha belt Bernhardy op zijn werk met het nieuws dat Jim en Helen gisteren zijn weggegaan en niet meer teruggekeerd. In de loop van de dag komt Helen echter terug en vertelt haar man dat ze waren gaan wandelen maar door de mist werden opgehouden. Bernhardy vindt dat Martha zijn vrouw onterecht beschuldigt en geeft haar een maand vooropzeg. De baas van de herberg belt Bernhardy echter en vraagt waar hij de ring heen moet sturen die de vrouw van het jonge koppel heeft achtergelaten, dat in zijn herberg heeft overnacht. Thans wordt Bernhardy achterdochtig. Wanneer hij Jim en Helen een intiem partijtje snooker ziet spelen, trekt hij naar de zolder, waar een oude revolver hangt.
Jim en Helen overleggen wat ze moeten doen. Helen is nog steeds hevig verliefd op Jim, maar indien ze haar man verlaat, zou hem dat te gronde richten. Hun gesprek wordt door Martha afgeluisterd. In de tussentijd trekt Bernhardy naar de herberg waar Jim en Helen overnacht hebben, alwaar de herbergier hem vertelt dat het koppel een vliegtuigongeluk had. Bernhardy is zeer opgelucht: hij denkt dat de reden waarom Helen zo geheimzinnig deed, simpelweg was dat ze niet wilde dat haar man erachter zou komen dat ze in een vliegtuig was gestapt.
Jim wil afscheid van Helen nemen, die zeer verdrietig is en verscheurd wordt tussen haar liefde voor Jim en haar trouw aan haar echtgenoot. Ze bedenkt zich en staat op het punt, met Jim mee te gaan, wanneer Martha het huis binnen sluipt. Bernhardy is ondertussen ook weer thuisgekomen en ziet Martha’s schaduw aan de wand van het trapportaal. Hij betrapt Martha op heterdaad; zij is ontslagen en heeft geen reden meer om in het huis te vertoeven. Martha zegt dat ze Jim en Helen betrapt heeft terwijl ze de liefde bedreven, en dat Bernhardy door eenieder wordt bespot omdat zijn vrouw hem achter zijn rug bedriegt. Bernhardy gooit Martha er hardhandig uit, en Jim en Helen horen het geruzie vanuit Helens slaapkamer.
Bernhardy is vertoornd en haalt de revolver uit de zak van zijn mantel. Terwijl hij in zijn studeerkamer zit, verschijnt Jim aan de deur met zijn koffer. Jim vertelt de professor dat hij ’s anderendaags naar Marseille vliegt. Bernhardy doet hem uitgeleide, terwijl Jim een sigaret in de mond steekt. Bernhardy’s hand tast in de zak van zijn jas: even lijkt het alsof hij de revolver eruit zal halen om Jim dood te schieten, maar uiteindelijk neemt hij zijn aansteker voor Jims sigaret. Hij laat Jim naar buiten en trekt naar Helens slaapkamer, waar hij ziet dat Helen aan het wenen is. Op straat weerklinkt het geluid van een auto die vertrekt. Bernhardy sluit het raam en legt zijn handen liefdevol op Helens schouders.

## Rolverdeling
| Acteur            | Personage                       |
| ----------------- | ------------------------------- |
| Paul Lukas        | Paul Bernhardy                  |
| Hugh Williams     | Jim Wyndham                     |
| Linden Travers    | Helen Norwood-Bernhardy         |
| Marie Ney         | Martha Russell                  |
| Renee Gadd        | vriendin (Marjorie)             |
| Fred Withers      | tuinman                         |
| Howard Douglas    | mijnheer Coleman                |
| Fewlass Llewellyn | directeur van het staalbedrijf  |
| Peter Gawthorne   | voorzitter van het staalbedrijf |
| Norman Pierce     | herbergier                      |